# ミナミカブトホウカンチョウ
ミナミカブトホウカンチョウ（南兜鳳冠鳥、Pauxi unicornis）は、キジ目ホウカンチョウ科に分類される鳥類。

## 分布
- P. u. koepckeae

ペルー南東部
- P. u. unicornis

ボリビア中部

## 形態
全長85-95cm。翼長オス40.2cm、メス38.1cm。全身は黒い羽毛で被われる。尾羽基部の下面（下尾筒）は白い羽毛で被われる。
虹彩は赤褐色。嘴の色彩は赤い。額に青く細長い突起がある。種小名unicornisは「1つの角がある」の意。
- P. u. koepckeae

額の突起は小型で後方へ傾斜する。尾羽先端の白色部は小型。
- P. u. unicornis

額の突起は大型。尾羽先端の白色部は大型。

## 分類
- Pauxi unicornis koepckeae
- Pauxi unicornis unicornis　Bond & Meyer de Schauensee, 1939

## 生態
標高450-1,200mにある湿潤林に生息する。
食性は植物食で、主に果実を食べる。採食は地表で行い、硬い果実を破砕し中の種子を食べる。
繁殖形態は卵生。10月にボリビアで樹上にある巣から、1個の卵が発見された例がある。

## 人間との関係
生息地では食用とされる。額の突起も含めた頭部が装飾品として利用される事もある。
開発による生息地の破壊、食用の乱獲などにより生息数は減少している。ボリビアのアムボロ国立公園では公園内の監視により生息数が増加傾向にあったが、違法的な開発や狩猟、監視員不足による生息数の減少が懸念されている。